# Heribert von Larisch
Pour les articles homonymes, voir Larisch.
Heribert von Larisch (18 juillet 1894 à Fribourg-en-Brisgau - 16 mai 1972 à Hambourg) est un Generalleutnant allemand qui a servi au sein de la Heer de la Wehrmacht pendant la Seconde Guerre mondiale.
Il a été récipiendaire de la Croix de chevalier de la Croix de fer. Cette décoration est attribuée pour récompenser un acte d'une extrême bravoure sur le champ de bataille ou un commandement militaire avec succès.

## Biographie
En tant que porte-drapeau, Heribert von Larisch s'engage le 5 février 1914 dans le 18e régiment de dragons (de) (Parchim), avec lequel il participe à la Première Guerre mondiale quelques mois plus tard seulement.
Heribert von Larisch est arrêté par les troupes américaines le 15 juin 1945. il reste en captivité pendant 2 ans et est libéré le 1er juillet 1947.
Il décède le 16 mai 1972 à Hambourg.

## Promotions
| Leutnant        | 16 septembre 1914 |
| Oberleutnant    | 18 mai 1918       |
| Hauptmann       | 1er octobre 1933  |
| Major           | 1er octobre 1936  |
| Oberstleutnant  | 1er février 1940  |
| Oberst          | 1er octobre 1941  |
| Generalmajor    | 1er avril 1944    |
| Generalleutnant | 1er octobre 1944  |

## Décorations
- Croix de fer (1914)
  - 2e Classe
  - 1re Classe
- Croix d'honneur pour combattants 1914-1918
- Agrafe de la Croix de fer (1939)
  - 2e Classe
  - 1re Classe
- Médaille du Front de l'Est
- Croix allemande en Or le 1er septembre 1944 en tant que Generalmajor et commandant de la 129e division d'infanterie
- Croix de chevalier de la Croix de fer
  - Croix de chevalier le 26 décembre 1944 en tant que Generalleutnant et commandant de la 129e division d'infanterie
- Mentionné dans le bulletin radiophonique Wehrmachtbericht le 12 septembre 1944